# Iriartea deltoidea
Iriartea deltoidea là loài thực vật có hoa thuộc họ Arecaceae. Loài này được Ruiz & Pav. mô tả khoa học đầu tiên năm 1798.

## Hình ảnh

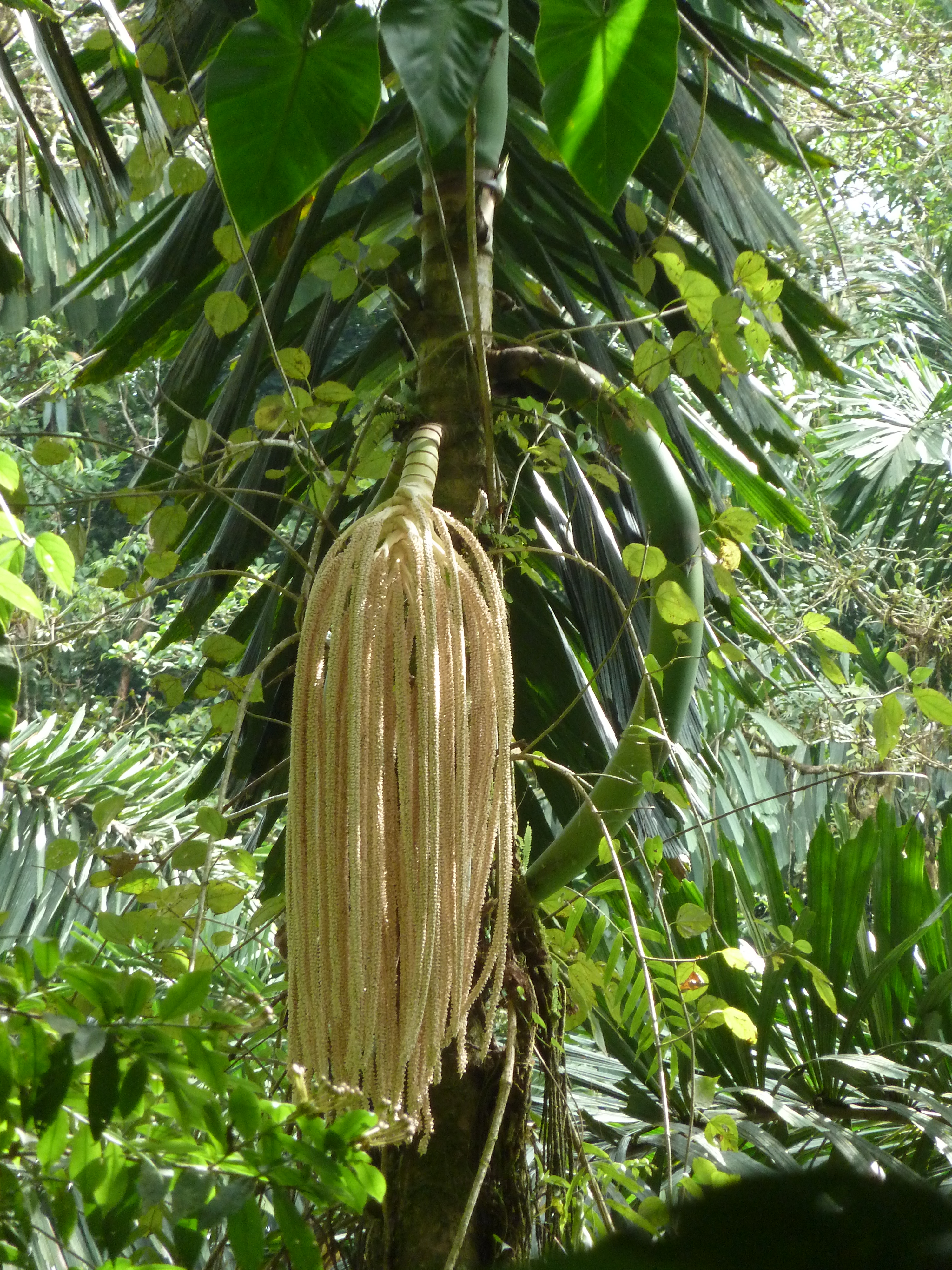
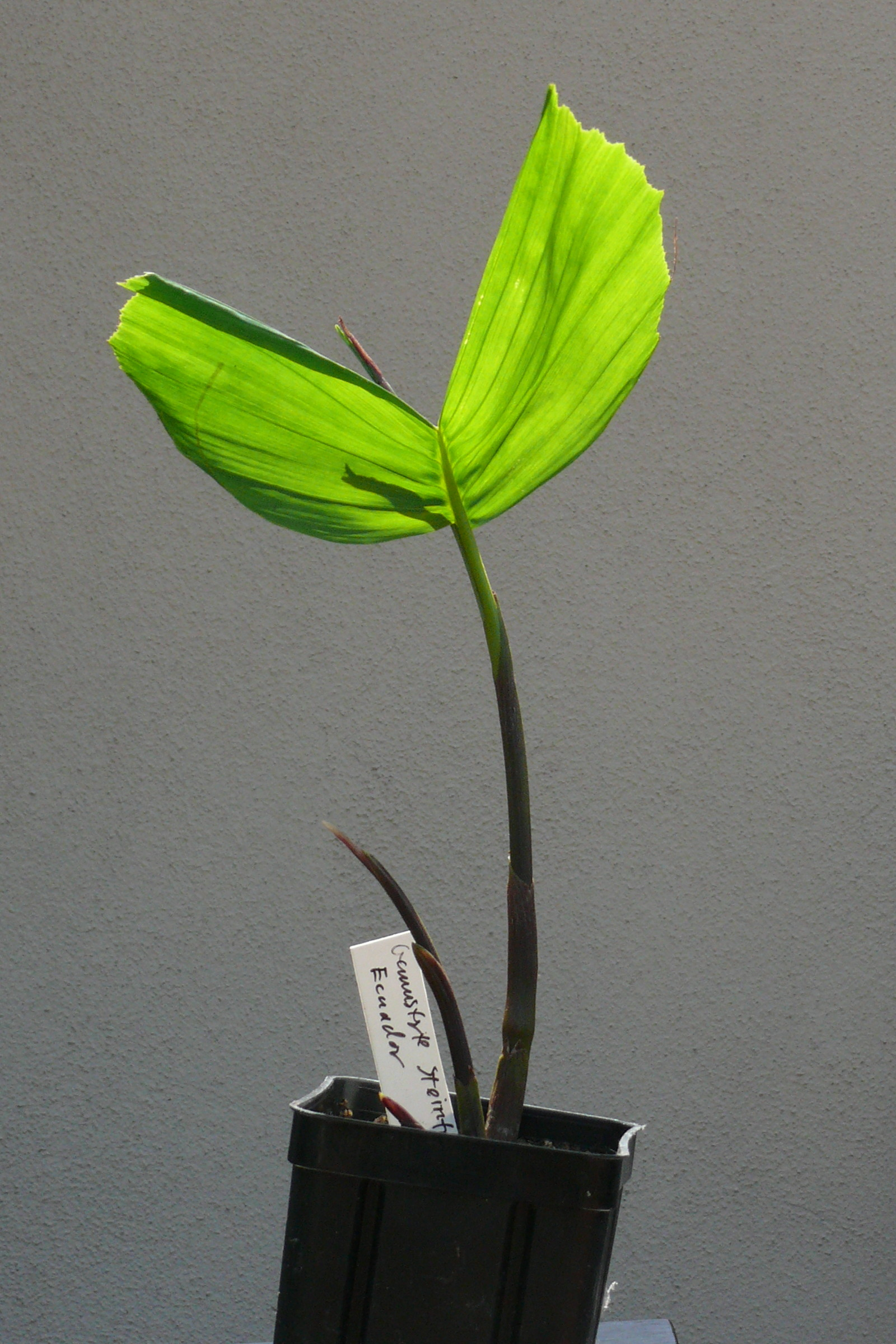
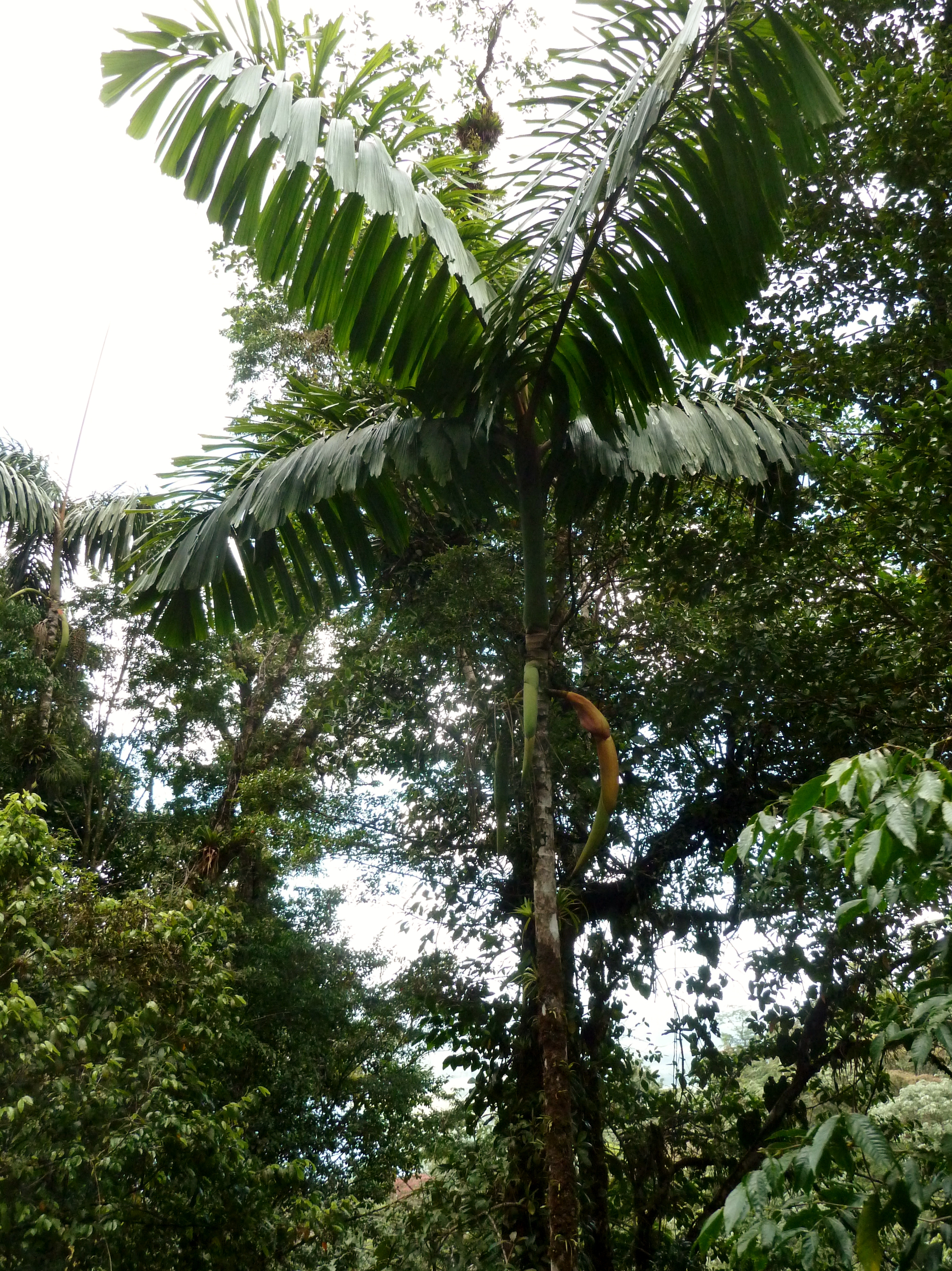